# MQL
MQL (Metaweb Query Language) — это API для создания программируемых запросов к Freebase. MQL позволяет включать информацию из базы данных Freebase в различные приложения и веб-сайты.

## Пример кода
Пример кода на MQL (вводится в адресной строке браузера):
```
http://api.freebase.com/api/service/mqlread?query={"query":{"type":"/music/artist","name":"The Police","album":[]}}
 
(недоступная ссылка)
```

Запрос становится легче для понимания, если отформатирован следующим образом:
```
{
 "query": {
   "type":"/music/artist",
   "name":"The Police",
   "album":[]
 
(недоступная ссылка)

 }
}
```

В переводе с английского, данный MQL запрос можно перевести так:
«Найдите объект в базе данных, чей тип „/music/artist“ и чьё имя „The Police“. Затем верните имеющийся набор альбомов.»
То есть с помощью запроса производится попытка найти все альбомы группы «The Police»
Сервер Metaweb, запущенный на api.freebase.com, в ответ на этот запрос вернет следующий текст:
```
{
 "status": "200 OK", 
 "code": "/api/status/ok", 
 "transaction_id":"cache;cache01.p01.sjc1:8101;2008-09-18T17:56:28Z;0029",
 "result": {
   "type": "/music/artist", 
   "name": "The Police",
   "album": [
     "Outlandos d'Amour", 
     "Reggatta de Blanc", 
     "Zenyatta Mondatta", 
     "Ghost in the Machine", 
     "Synchronicity"
   ]
 }
}
```

Ответ также как и запрос содержит скобки и кавычки: они обеспечивают структуру, что делает ответ легче для анализа (для компьютера). Данный ответ содержит статусные коды и свойство «результат». Ответ имеет ту же структуру что и запрос, за исключением того, что все поля, имеющие значение null, а также все пустые списки (пустые квадратные скобки) и пустые объекты (пустые фигурные скобки) заполнены ответами на запрос.

## Инструменты
- Query Editor — редактор запросов, поддерживающий автодополнение